# رد جت ۳
رد جت ۳ (به انگلیسی: Red Jet 3) یک کشتی است که طول آن 32.90m می‌باشد. این کشتی در سال ۱۹۹۹ ساخته شد.